# 特勞氏底鰕鱂
特勞氏底鰕鱂，為輻鰭魚綱鯉齒目假鰓鱂科的其中一種，分布於非洲喀麥隆淡水流域，體長可達4公分，棲息在溪流、沼澤底中層水域，生活習性不明，可作為觀賞魚。